# 2021年昆都士清真寺爆炸案
2021年10月8日，阿富汗城市昆都士的什叶派戈扎尔赛义德阿巴德清真寺发生自杀式炸弹袭击。爆炸发生在戈扎尔赛义德阿巴德清真寺中午的祈祷仪式期间。据联合国驻阿富汗援助团估计，有100多人丧生，另有100人受伤。这是自美軍撤出阿富汗以来發生在阿富汗的最致命的袭击。伊斯兰国呼罗珊省宣佈對此次襲擊負責。

## 伤亡
联合国驻阿富汗援助团的初步评估认为，可能有100多人死亡。当地昆都士省医院报告有35人死亡，50多人受伤。無國界醫生报告有20人死亡。据一名塔利班官员称，有100名受害者，並且大多数已经死亡。法新社表示有46人死亡，143人受伤。

## 回應
联合国谴责此次袭击。